# Tusshar Kapoor
Tusshar Kapoor (तुषार कपूर; Mumbai, 20 novembre 1976) è un attore indiano.
È il figlio del famoso attore Jeetendra. Ha un fratello, Sharan Kapoor, e una sorella, Ekta Kapoor, attivi anche loro nel mondo del cinema.
Ha debuttato a Bollywood nel film Mujhe Kuch Kehna Hai, a fianco di Kareena Kapoor nel 2001.
Da ricordare l'interpretazione in Khakee, con Amitabh Bachchan.
Fa una comparsata insieme al padre nel film Om Shanti Om.

## Filmografia
- Mujhe Kucch Kehna Hai (2001) ...... Karan
- Kyaa Dil Ne Kahaa (2002) ...... Rahul
- Jeena Sirf Merre Liye (2002) ...... Karan Malhotra
- Kucch To Hai (2003) ...... Karan
- Yeh Dil (2003)
- Khakee (2004) ...... Ispettore Ashwim Gupte
- Gayab (2004) ...... Vishnu Prasad
- Shart: The Challenge (2004) ...... Satya
- Insan (2005) ...... Avinash
- Kyaa Kool Hai Hum (2005) ...... Rahul
- Golmaal (2006)
- Good Boy, Bad Boy (2007) ...... Rajan Malhotra
- Kya Love Story Hai (2007)
- Shootout at Lokhandwala (2007) ...... Bhua
- Aggar (2007) ...... Aryan
- Dhol (2007)
- Om Shanti Om (2007) ...... Comparsa speciale
- Golmaal Returns (2008)
- One Two Three (2008)
- The Dirty Picture (2011)
- Shootout at Wadala (2013)